# آرتور گریفین (بازیکن فوتبال)
آرتور گریفین (انگلیسی: Arthur Griffin; ۳ ژوئن ۱۸۷۱ – ۱۹۴۵ (۷۳−۷۴ سال)) بازیکن فوتبال اهل بریتانیا بود.
از باشگاه‌هایی که در آن بازی کرده‌است می‌توان به باشگاه فوتبال والسال اشاره کرد.